# Ом (музичний гурт)
Om (іноді пишеться як OM) — американський хеві-метал гурт з Сан-Франциско, Каліфорнія. Створений, як дует у 2003 році ритм-секцією гурту Sleep. OM на сьогодні є тріо.

## Історія
Ранні твори Ома містять музичні структури, схожі на тибетські та візантійські співи, що відчувається у дебютному альбомі «Variations on a Theme». Сама назва гурту походить від індуїстської концепції Ом, що стосується природної вібрації Всесвіту. Кожен альбом починаючи від Pilgrimage далі містить східно-православну іконографію на обкладинці. У перших трьох альбомах Om вокалістом та басистом є Аль Циснерос Al Cisneros та Кріс Хакіус (Chris Hakius) на барабанах.
5 грудня 2007 року Ом виступав в Єрусалимі. Їх виступ тривав понад п'ять годин. Частина цього виступу випущена на 12-дюймовому вінілі Southern Lord під назвою Live at Jerusalem. Альбом Pilgrimage 2007 року отримав титул «Андеграундний альбом року» від журналу Mojo. 31 січня 2008 року Кріс Хакіус покинув колектив і його замінив барабанщик Еміль Амос (Emil Amos) з Граальса. На останніх гастролях гурт виступав з піснями Хакіуса, які згодом включені до «Gebel Barkal» та «Thebes» і до живих виступів. 15 серпня 2008 року Ом випустив 7 "45 під назвою «Gebel Barkal» для Sub Pop's Singles Club. Живий вініл тільки LP, Conference Live, записаний у 2009 році на Important Records. Четвертий повнометражний студійний альбом Om, God is Good, був записаний Стівом Альбіні (Steve Albini) та випущений Drag City 29 вересня 2009 року.
П'ятий студійний альбом гурту, під назвою Advaitic Songs, випущений Drag City 24 липня 2012 року. Альбом наштовхнувся на критику. У листопаді 2013 року гурт відіграв на в фіналі всесвітньо відомого фестивалю All Tomorrow's Party у Camber Sands, Англія.

## Члени

### Теперішні
- Аль Циснерос (Al Cisneros) — бас, вокал (2003–present)
- Еміль Амос (Emil Amos) — барабани (2008–present)
- Тайлер Троттер (Tyler Trotter) — гітара, синтезатор, ударні (2018–present)

### Колишні
- Кріс Хакіус (Chris Hakius) — барабани (2003–2008)
- Роберт Лоу (Robert Lowe) — гітари (2009–2018) (live)

## Дискографія
| Рік      | Назва                   | Студія        |
| -------- | ----------------------- | ------------- |
| 2005 рік | Variations on a Theme   | Holy Mountain |
| 2006 рік | Conference of the Birds | Holy Mountain |
| 2007 рік | Pilgrimage              | Southern Lord |
| 2009 рік | God Is Good             | Drag City     |
| 2012 рік | Advaitic Songs          | Drag City     |

### Живі альбоми
| Рік      | Назва             | Студія                |
| -------- | ----------------- | --------------------- |
| 2008 рік | Live at Jerusalem | Southern Lord         |
| 2009 рік | Жива конференція  | Important Records     |
| 2014 рік | Live              | Outer Battery Records |
| 2019 рік | BBC Radio 1       | Drag City             |

### Сингли та EPs
| Рік      | Назва                                                     | Тип                                                | Студія            |
| -------- | --------------------------------------------------------- | -------------------------------------------------- | ----------------- |
| 2006 рік | Inerrant Rays of Infallible Sun (Blackship Shrinebuilder) | Одномісний (розділений Current 93)                 | Neurot Recordings |
| 2006 рік | Om / Six Organs of Admittance                             | Одномісний (розділений з Six Organs of Admittance) | Holy Mountain     |
| 2008 рік | Gebel Barkal                                              | Single                                             | Sub Pop           |
| 2013 рік | Addis Dubplate                                            | Ремікс "12                                         | Drag City         |
| 2013 рік | Gethsemane Dubplate                                       | Ремікс "12                                         | Drag City         |

### Сингли та музичні відеоролики
- «State of Non-Return» (2012)